# Russes de Moldavie
Les Russes sont l'une des minorités de Moldavie (qui représentent, toutes ensemble, plus d'un quart de la population du pays). Ils sont l'une des composantes de la diaspora russe.

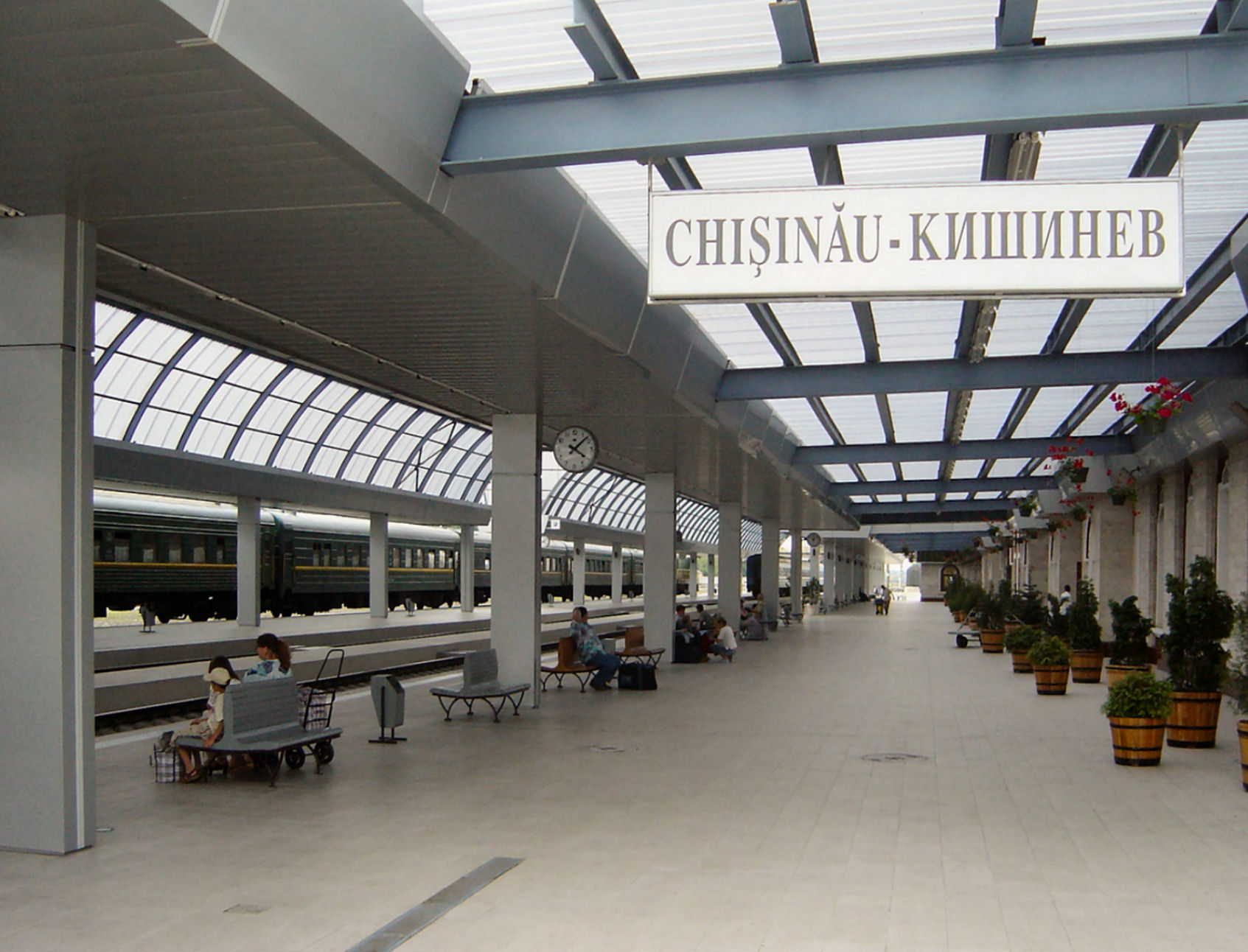
Signalétique bilingue Roumain/Moldave et Russe en gare de Chișinău

Selon le recensement de 2014, de 111 726 personnes s'identifient comme Russes dans le pays, soit 3,98 % de la population. Mais en fait, plus 263 523 personnes, soit 9,40 % de la population, ont le russe comme langue maternelle. 
Les Russes de Moldavie habitent surtout dans les grandes villes (Chișinău, Tiraspol, Bender/Tighina, Bălți) et en Transnistrie (en particulier dans les raions de Slobozia, Grigoriopol, Rîbnița). Ces régions sont officiellement bilingues.

## Histoire
Les Russes de Moldavie descendent des colons, russes ou autres, mais ayant le russe comme langue de communication interethnique (язык межнационального общения, limba de comunicare interetnică) qui ont été installés en Bessarabie par l'Empire russe entre 1812 et 1914 (Gouvernement de Bessarabie),, et par l'URSS entre 1945 et 1991 (République socialiste soviétique de Moldavie) à la place des autochtones déportés,,.